# Wasilij Jefriemow

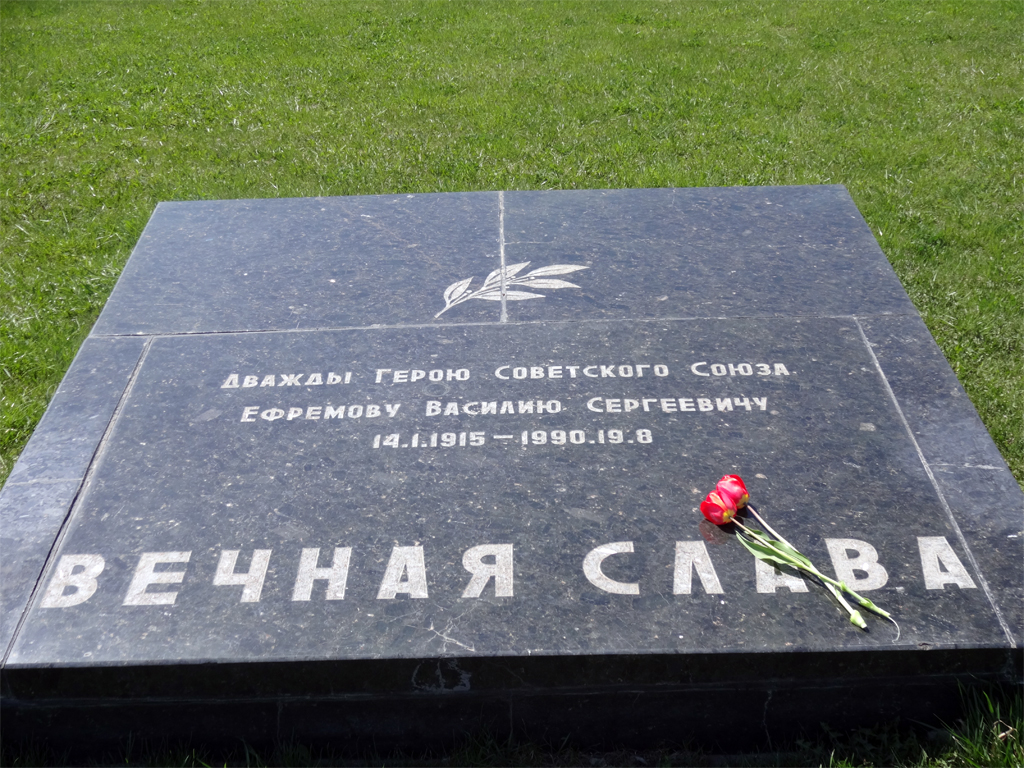
Grób Wasilijego Jefriemowa w Kurhanie Mamaja

Wasilij Siergiejewicz Jefriemow (ros. Василий Сергеевич Ефремов, ur. 1 stycznia?/14 stycznia 1915 w Carycynie, zm. 19 sierpnia 1990 w Kijowie) – radziecki lotnik wojskowy, dwukrotny Bohater Związku Radzieckiego (1943).

## Życiorys
Urodził się w rodzinie robotniczej. W 1932 skończył szkołę fabryczno-zawodową w Stalingradzie, od 1934 służył w Armii Czerwonej, w 1937 ukończył wojskową lotniczą szkołę pilotów w Stalingradzie, 1939-1940 uczestniczył w wojnie z Finlandią jako pilot bombowca i dowódca klucza, wykonał wówczas 3 loty bojowe. Od czerwca 1941 do września 1944 brał udział w wojnie z Niemcami jako dowódca klucza, zastępca dowódcy i dowódca eskadry bombowców, walczył na Froncie Południowo-Zachodnim, od lipca do listopada 1942 Stalingradzkim, od listopada 1942 do października 1943 Południowym, potem 4 Ukraińskim, a w 1944 na 3 Białoruskim. Od 1943 należał do WKP(b). W bitwie pod Stalingradem wykonał 198 lotów bojowych, niszcząc m.in. 5 pociągów, 15 samochodów i 11 samolotów. Do połowy maja 1944 jako dowódca eskadry 10 gwardyjskiego pułku lotnictwa bombowego 270 Dywizji Lotnictwa Bombowego 8 Armii Powietrznej Frontu Południowego w stopniu kapitana wykonał 376 lotów bojowych. Od września 1944 do 1949 studiował w Akademii Wojskowo-Powietrznej, był zastępcą dowódcy pułku lotniczego, instruktorem w szkole lotniczej i lotnikiem doświadczalnym, w 1960 został zwolniony do rezerwy w stopniu pułkownika.

## Odznaczenia
- Złota Gwiazda Bohatera Związku Radzieckiego (dwukrotnie - 1 maja 1943 i 24 sierpnia 1943)
- Order Lenina (dwukrotnie - 30 sierpnia 1942 i 1 maja 1943)
- Order Czerwonego Sztandaru (6 grudnia 1941)
- Order Wojny Ojczyźnianej I klasy (dwukrotnie - 21 maja 1944 i 11 marca 1985)
- Order Czerwonej Gwiazdy (dwukrotnie)
- Medal „Za zasługi bojowe” (2 listopada 1944)
- Medal „Za obronę Stalingradu” (1943)
- Medal „Za obronę Kijowa” (1964)
- Medal „Za nienaganną służbę” I klasy (31 stycznia 1958)
- Medal „Weteran Sił Zbrojnych ZSRR” (6 stycznia 1977)

I inne.